# Königshofer Mühle

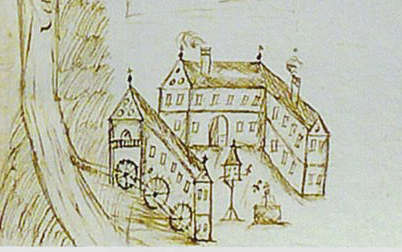
Königshof mit Mühle 1650

Die Königshofer Mühle, auch als die Mühle bei Wilfleinsdorf bezeichnet, ist längst außer Betrieb. Bis 1921 gehörte sie zum Schloss Königshof auf der ungarischen Seite der Leitha, direkt an der österreichischen Staatsgrenze, gelegen. Bis 1971 war sie Teil der Großgemeinde Kaisersteinbruch, nach der Gemeindezusammenlegung der Großgemeinde Bruckneudorf, im Bezirk Neusiedl am See, Burgenland.
Das Stift Heiligenkreuz verwaltete ungarische Besitzungen in Königshof, so betrieb es die Königshofer Mühle immer selbst, die Windener Mühlen blieben in Privatbesitz.

## Geschichte
1244 verkaufte Agnes, die Witwe Ulrichs von Wilfleinsdorf, alle ihre Besitzungen jenseits der Leitha dem Stift Heiligenkreuz, wobei sie sich unter anderem eine Mühle zur Nutzung auf Lebenszeit vorbehält. In einem Dokument von 1257 wird in der Grenzbeschreibung eine Mühle an der Leitha erwähnt, doch ist nicht entschieden, ob beide identisch sind.
Diese Mühle wurde daher erstmals 1285 urkundlich erwähnt. Darin bezeugten Otto von Haslau und Albert Stuchs von Trauttmannsdorff, dass Irnfried von Pruck all seine Ansprüche auf diese Mühle Verzicht leiste und sie gänzlich dem Stift Heiligenkreuz abtrete.
Als die Türken unter dem Sultan Süleyman I. im Jahre 1529 Wien belagerten und Österreich verheerten, wurde auch das Stift angezündet und geplündert, so wie alle Besitzungen desselben in Ungarn und in Österreich, Viertel unter dem Wienerwald verwüstet. Nebstdem mussten beträchtliche Kriegssteuern geleistet werden. Abt Johann Hartmann (1528–1536) war daher genötigt, viele Stiftsgüter zu veräußern. Ein späterer Nachfolger, Abt Ulrich Müller (1558–1584) hatte zwar anfangs großen Geldmangel, aber er strebte unermüdlich das Wohl des Stiftes zu befördern, er ließ mehrere Stiftsgebäude wiederherstellen und er erwarb die früher veräußerte Mühle bei Wilfleinsdorf, weiters die Freihöfe zu Baden und Pfaffstätten.

### 1587 Steinmetzarbeiten Meister Alexius Payos
Der Kaisersteinbrucher Steinmetzmeister Alexius Payos stellte am 5. Oktober 1587 folgende Rechnung: Verzeichnis was er Meister für Stein auf der Mühle zu Königshof geben .. „Khuchl gwang“ grobe Stein, auch ein wenig in Haußduer [Tor] und Fenster Stein, neuer Stein und noch andere Stein, für das alles .. 12 Gulden.
1621 wurde das Gut Königshof erneut Opfer feindlicher Kriegsscharen.

### Vor 1646 Kapelle in der Mühle
Die Kirche im nahegelegenen Steinbruch war schon viele Jahre in Bau, in den Jahren vor ihrer Fertigstellung diente die Mühle zur Abhaltung der römisch-katholischen Gottesdienste. Die Situation war angespannt, die Steinmetzen müssen alle Gehorsam haben dem Verwalter zu Königshof und Herrn Abt zu Heiligenkreuz, aber Abt Michael Schnabel schrieb in den Abtprotocollen. Der wälschen Steinmetzen Ungehorsam und Insolenz (Anmaßung), daraus auszugsweise .. Die Burben seint alle mit Röhr in die Mühle zum Gottesdienst kommen .. wie abermallen 6 Burben in die Mühle gekommen, den Verwalter erschießen wollen .. Maderno hat verboten, man solle nach der Capelln in der Mühle keine Kerzen geben.
Steinmetzmeister Simon Andrieth stiftete in seinem Testament 1654 1 Gulden in die Capellen in der Mühle.

## 1649/50 Neubau der Mühle
Abt Michael Schnabel ließ die Mühle 1649 neu aufbauen,
- Was das Mauerwerk gekostet, auszugsweise ..

Erstlich hat er Meister Adam Löffler, Bürger und Maurer zu Bruck, 70 Tagewerke gehabt, seine Gesellen 521 Tagewerke, die Zureicher und Tagwerker 376 Tagwerke. 1649 verrechnete er „blaue Zapfen“, Ringe und Stangen, Pater Petrus brauchte für den Fußbotten 200 föhrene Ladten, und diese schneiden lassen.
1650 kaufte er unterschiedliche Eysen, Nägel. Dem Glaser zu Bruck ein Fenster zu machen, dem Steinhauer einen Mühlstein abzurichten, mehr dem Tischler wegen unterschiedlicher Arbeiten, dem Schlosser zu Bruck die Fenster und Türen zu beschlagen, dem Steinmetzen Ambrosius Regondi im Steinbruch wegen der Quaderstücke und wegen beider Türgestell und wegen Brennung zweier Kalköfen.
- Summa Summarum ist auf das völlige Mühlwerk aufgangen .. 1.460 Gulden 56 Kreuzer

### Wappen von Abt Robert Leeb
Über dem Portal ist das Wappen von Abt Robert Leeb angebracht. Er amtierte vom 13. September 1728 bis zum 15. August 1755 und war der erste Abt der wiedererstandenen Abtei St. Gotthard. 1719 unternahm er eine Reise in das Heilige Land und kehrte im September 1720 wohlbehalten zurück.
Das Wappen zeigt links oben die Schwurhand des Stiftes Heiligenkreuz, rechts Anker, Jerusalemer Kreuz, Löwe, unten Stift Gotthard. Sein Wahlspruch: mit Hoffnung und Starkmut.

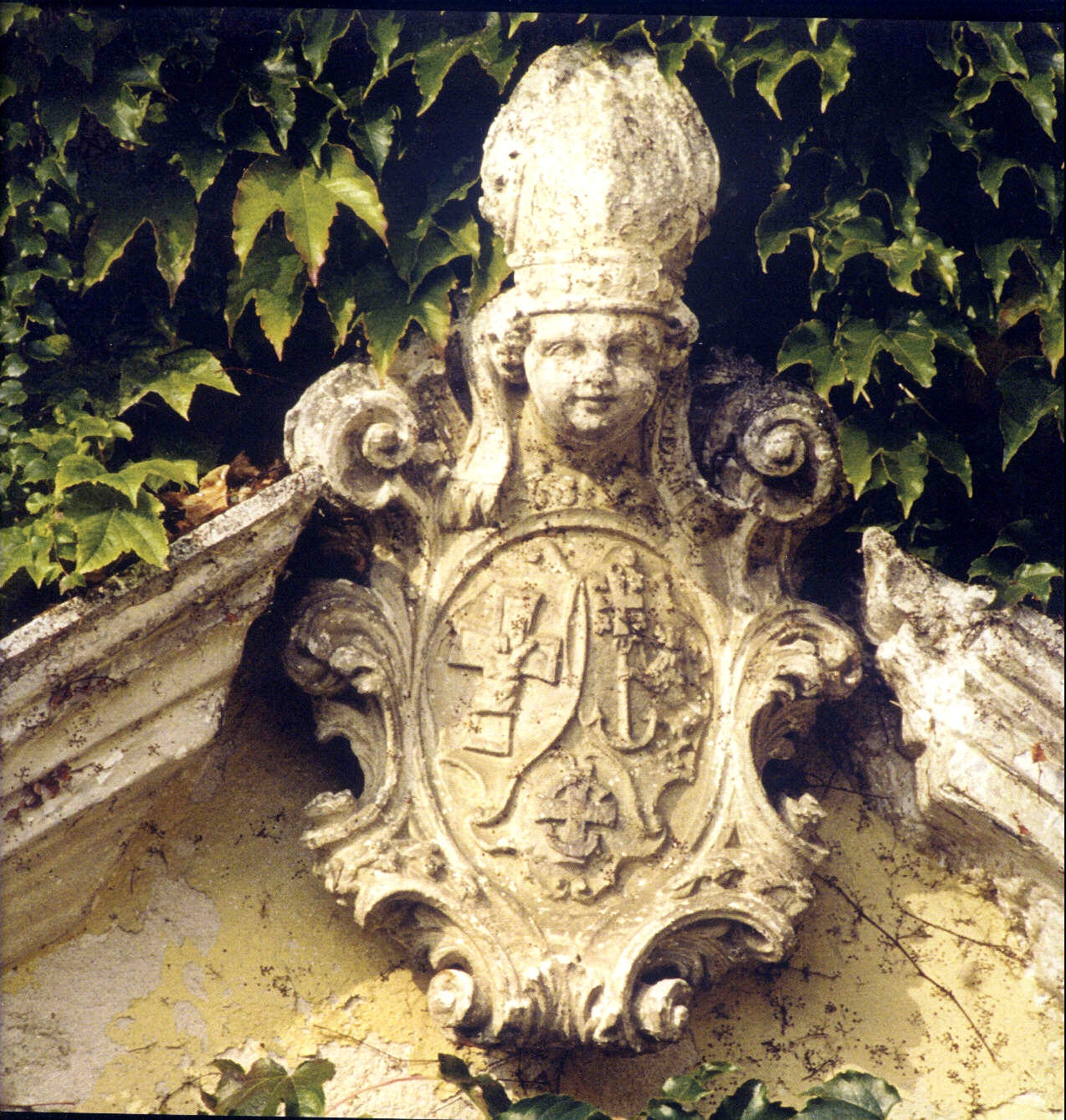
Wappen von Abt Robert Leeb ober dem Portal
Abt Robert Leeb 1728–1755
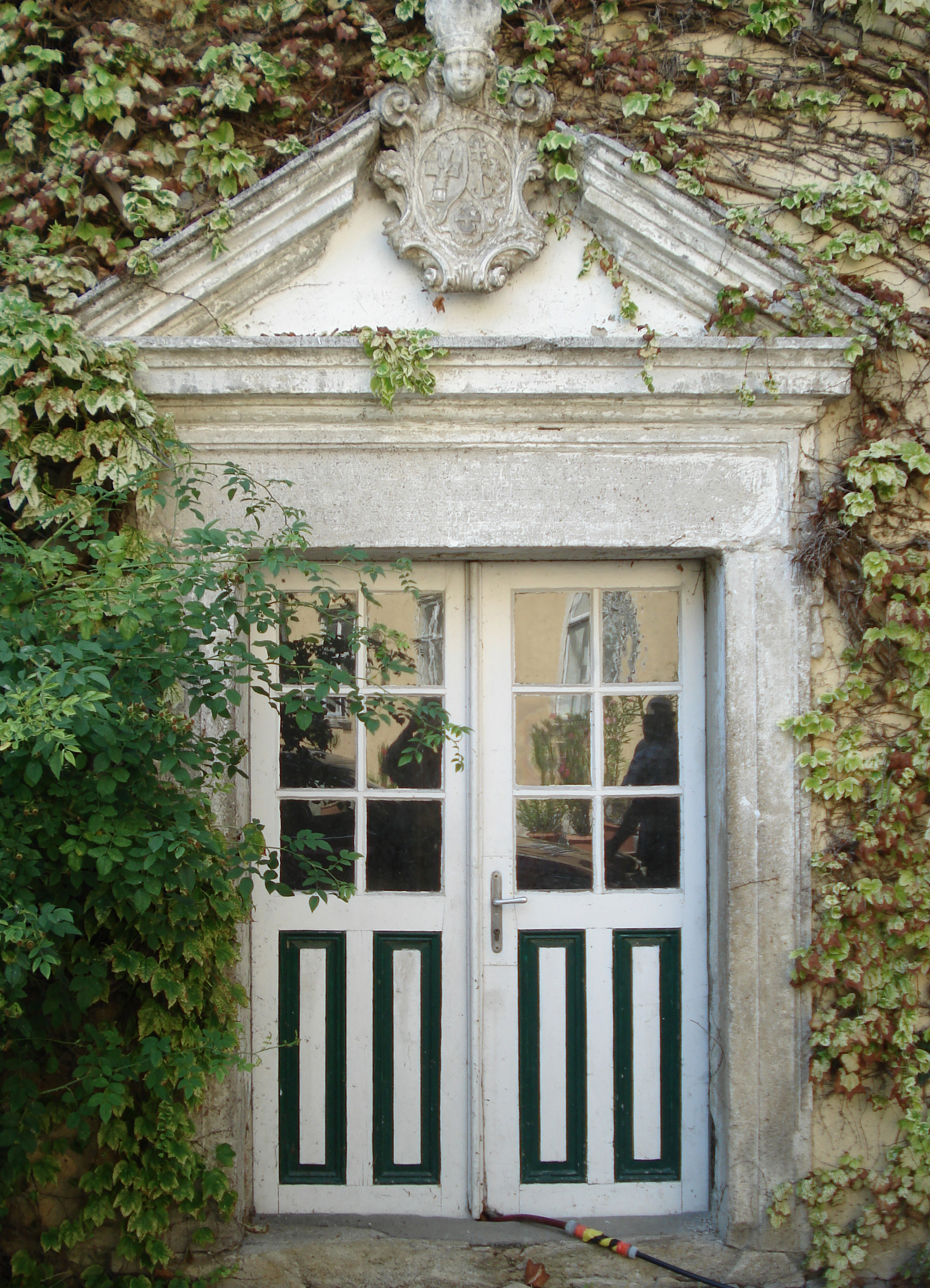
Barockes Portal im Osttrakt der Mühle
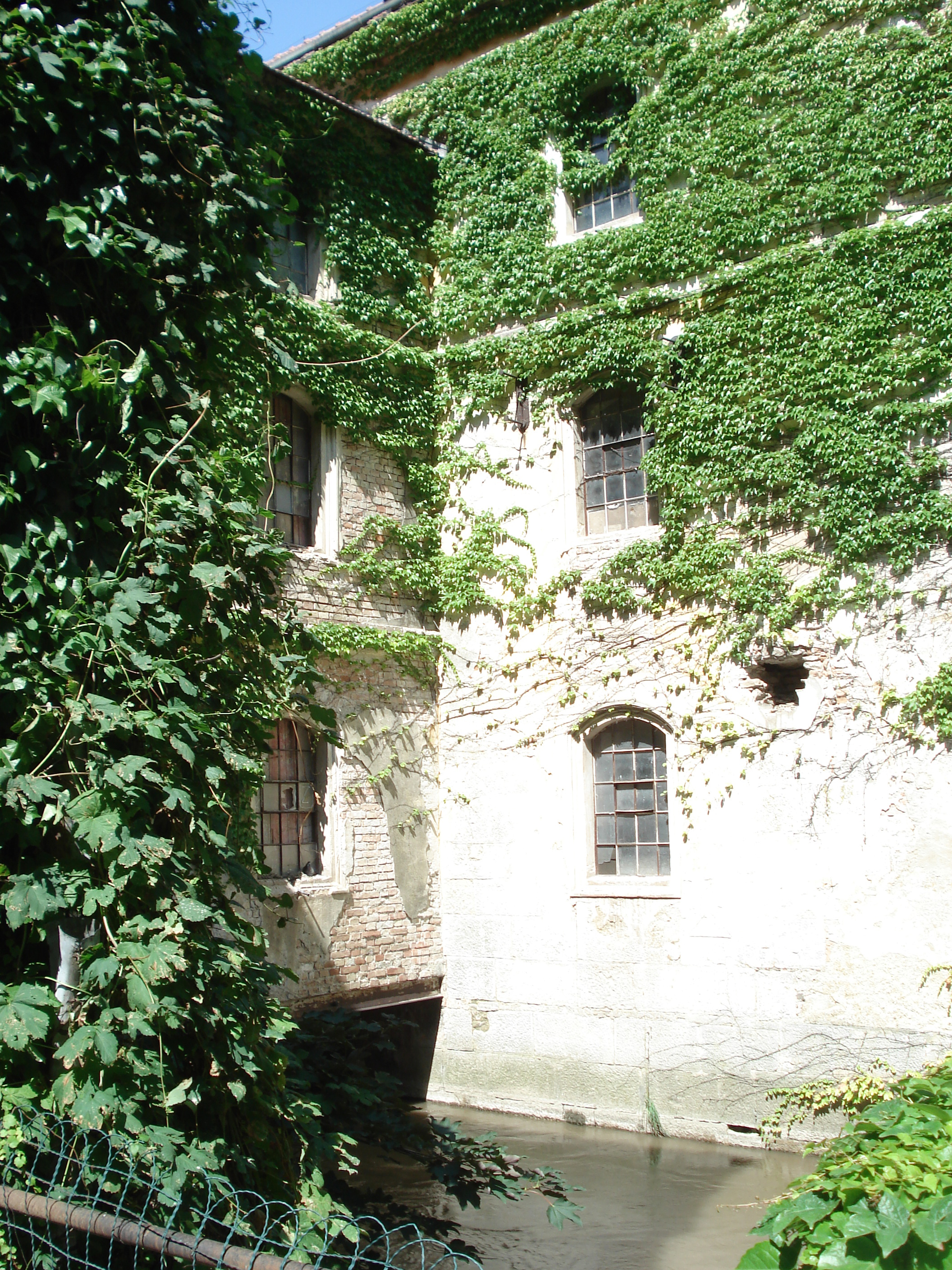
Die Mühle, mit dem fließenden Wasser
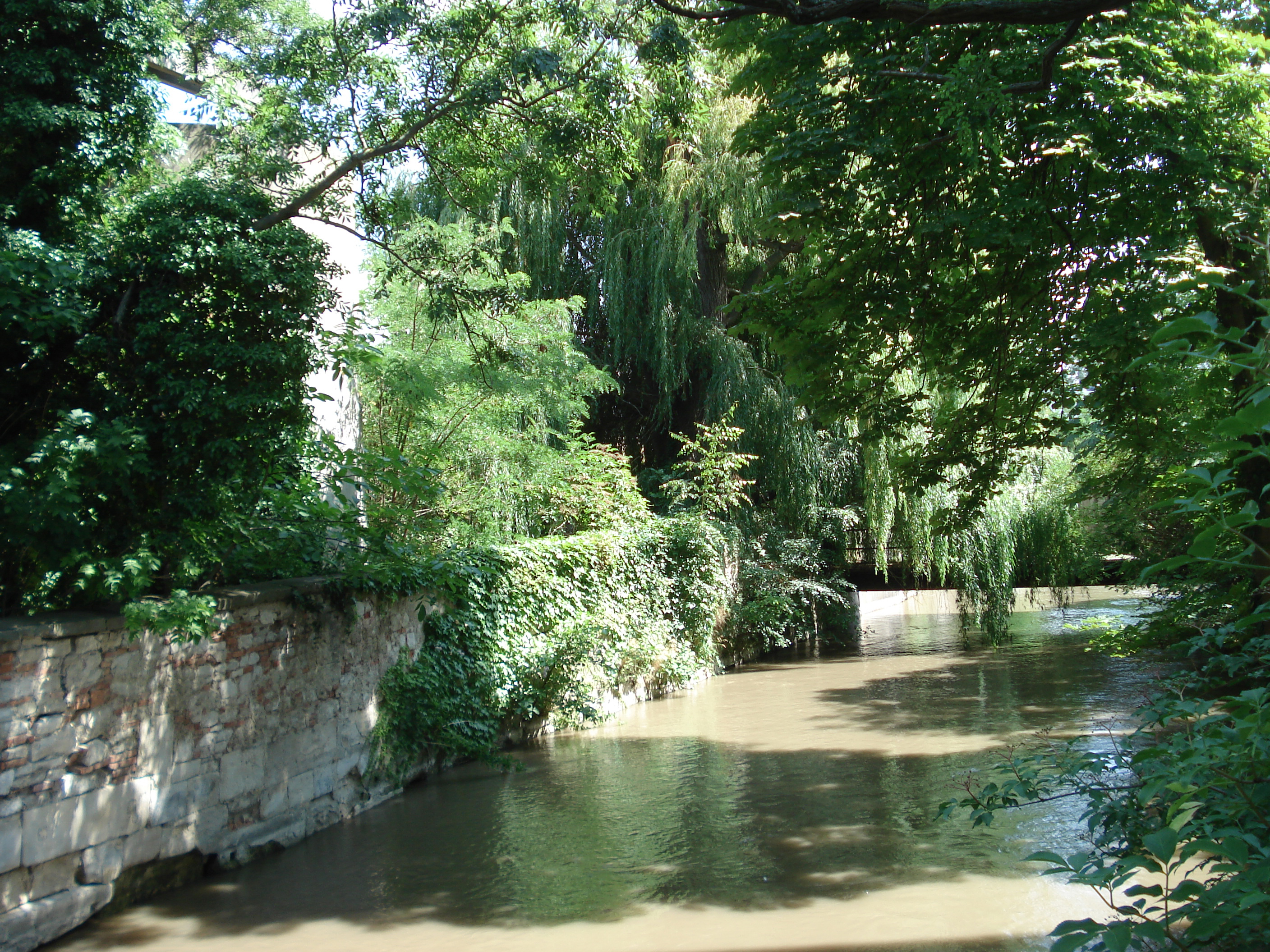
Die Leitha als Mühlwasser

## 1811 Überschwemmungen
Öftere Überschwemmungen machten 1811 auch die Erbauung neuer Mühlen zu St. Gotthard am Raabflusse und zu Königshofen am Leithaflusse notwendig.

## Situation heute
Das heutige, historische Erscheinungsbild stammt aus dem letzten Drittel des 19. Jahrhunderts. Es ist ein dreigeschoßiger Mühlenkomplex über H-förmigem Grundriss, bestehend aus Roggen- und Weizenmühle in separaten Gebäuden zu beiden Seiten des Mühlbachs. Im Osttrakt besteht ein barockes Steinportal mit einer Kartusche und dem Wappen von Abt Robert Leeb von Heiligenkreuz.

### Königshofer Müllermeister
Vor allem aus den Heiratsbüchern der Kaisersteinbrucher Kirche lassen sich einige Meister nachweisen (auszugsweise). Georg Weiß um 1670, Georg Hödl 1693, Johann Georg Schön 1705, Franz Gritsch 1725, Paul Kellner 1732, Johann Wirschitzer 1735, Johann Adam Pleier 1740, Joseph Wibaldoffsky 1754, Georg Fuehser 1760, Georg Götz 1773, Johann Georg Sonnleithner 1788, Johann Michael Litschauer 1797, Nikolaus Müller 1810, Franz Xaver Müller 1854, Franz Gröschl 1888.